# Bayerischer Sportpreis
Der Bayerische Sportpreis ist eine sportliche Auszeichnung der Bayerischen Staatsregierung, die seit dem Jahr 2002 im Rahmen einer großen Fernsehgala des Bayerischen Fernsehens verliehen wird. Der Bayerische Sportpreis wird an Persönlichkeiten verliehen, die sich durch herausragende Verdienste und beispielhafte Initiativen im Bereich des Sports verdient gemacht haben und in besonderer Weise die positiven Werte des Sports in der Gesellschaft sichtbar machen. Er zielt darauf ab, zur Weiterführung solcher Aktivitäten anzuspornen und die Sportentwicklung in Bayern ideenreich mitzugestalten.
Der Bayerische Sportpreis besteht aus einer Preisfigur, einer Urkunde sowie in der Regel einem Preisgeld nach Maßgabe der dafür im Haushalt zur Verfügung stehenden Mittel.
Über die Preisvergabe entscheidet der Bayerische Ministerpräsident aufgrund der Empfehlungen der Jury in verschiedenen Kategorien. Den Juryvorsitz hat der Bayerische Innenminister, der für die Durchführung der Ehrungsveranstaltung verantwortlich zeichnet.
Für die Preisvergabe kommen Personen und gegebenenfalls Organisationen und Institutionen in Betracht, die eine besondere Verbundenheit mit Bayern aufweisen oder ihre mit der Preisvergabe gewürdigten Verdienste um den Sport im oder für den Freistaat Bayern erworben haben; hierbei können Verdienste in der ganzen Breite des Sports in die Würdigung eingeschlossen werden.

## Kategorien
Die Preisvergabe kann in folgenden Kategorien erfolgen:
1. „Hochleistungssportler plus“ als Auszeichnung für Menschen, die neben sportlichen Höchstleistungen auch auf einem anderen Gebiet herausragende Leistungen erbringen
2. „Innovation im Sport“ als Auszeichnung für zukunftsweisende Neuentwicklungen im Dienste des Sports
3. „Herausragende(r) Nachwuchssportler/in“ als Ansporn und Unterstützung für jugendliche Hoffnungsträger
4. „Herausragender Förderer des Sports“ als Auszeichnung für vorbildliche Fördermaßnahmen im Sport
5. „Jetzt-erst-recht-Preis“ für die vorbildliche Überwindung eklatanter Schwierigkeiten im Sport
6. „Herausragende Präsentation des Sports“ als Auszeichnung für Beispiele sachlicher, informativer und fairer Berichterstattung zum Sport in den Medien
7. „Sportliches Lebenswerk“ als Auszeichnung für Persönlichkeiten, die sich im Sport oder um den Sport in nachhaltiger und herausragender Weise verdient gemacht haben
8. „Herausragende bayerische Sportkarriere“
9. „Botschafter des bayerischen Sports“ für besondere Sympathieträger aus dem Bereich des Sports in Bayern einschließlich traditionell bayerischer Sportarten
10. „Bayerische Sportmomente für die Ewigkeit“

Darüber hinaus kann der Bayerische Ministerpräsident den „Persönlichen Preis des Bayerischen Ministerpräsidenten“ außerhalb der Kategorien und außerhalb der Empfehlungen der Jury vergeben.
Außerdem kann mit Beschluss der Jury außerhalb der Kategorien ein „Sonderpreis“ vergeben werden.

## Jury
Die Jury besteht aus bis zu dreizehn fachkundigen Persönlichkeiten, vorzugsweise aus dem Bereich des Sports, der Wirtschaft, der Medien, der Sportwissenschaft, des Bayerischen Landessportbeirats, der Bayerischen Staatskanzlei sowie des Bayerischen Innenministeriums; sie wird vom Bayerischen Ministerpräsidenten berufen.
Den Vorsitz in der Jury führt der für den Sport in Bayern verantwortliche Bayerische Innenminister. Bei Abwesenheit nimmt sein Vertreter im Amt den Vorsitz wahr.

## Preisträger
Folgende Preisträger wurden in den jeweiligen Kategorien ausgezeichnet:

### Persönlicher Preis des Bayerischen Ministerpräsidenten
- 2002: Oliver Kahn
- 2003: Jochen Schümann
- 2004: Ricco Groß
- 2005: Franz Beckenbauer
- 2006: Michael Greis
- 2007: Anni Friesinger, Dirk Nowitzki
- 2008: Ottmar Hitzfeld
- 2009: Bernhard Langer, Rosi Mittermaier-Neureuther
- 2010: Brose Baskets Bamberg, Thomas Müller
- 2011: FC Augsburg
- 2012: Magdalena Neuner, SpVgg Greuther Fürth
- 2013: FC Bayern München, Damen-Bundesligamannschaft des TSV 1880 Wasserburg
- 2014: ERC Ingolstadt, Rodelteam Sotschi 2014: Natalie Geisenberger, Felix Loch, Tobias Wendl, Tobias Arlt, Georg Hackl und Norbert Loch
- 2015: FC Ingolstadt, Severin Freund
- 2016: EHC Red Bull München, BMW AG
- 2017: Philipp Lahm
- 2018: –[A 1]
- 2019: Felix Neureuther[2]
- 2020: FC Bayern München
- 2021: Die bayerischen Medaillengewinner bei den Olympischen und Paralympischen Spielen 2021 in Tokio: Jessica von Bredow-Werndl, Lisa Brennauer, Taliso Engel, Ricarda Funk, Thomas Brüchle, Lukas Dauser, Tina Lutz, Thomas Schmidberger, Steffen Warias, Hannes Aigner, Denise Schindler, Matthias Schindler, Charline Schwarz, Sebastian Seidl, Theresa Stoll, Sideris Tasiadis und Michael Teuber[3]
- 2022: Thomas Müller[4]
- 2023: Alexander und Thomas Huber (Huberbuam)[5][6]
- 2024: Sepp Maier[7]

### Hochleistungssportler plus
- 2002: Markus Zimmermann
- 2003: Michael Ilgner
- 2004: Irene Epple-Waigel
- 2005: Jochen Lerche
- 2006: Uli Hoeneß
- 2007: Markus Wasmeier
- 2008: Christine Theiss
- 2009: Philipp Lahm
- 2010: –[A 2]
- 2011: Thomas Lurz
- 2012: Alois Schloder
- 2013: Thomas Wessinghage
- 2014: Stephan Bauhofer

### Innovation im Sport
- 2002: Gertrude Krombholz
- 2003: Klaus Zieschang
- 2004: Thomas Gruber, Norbert Schied
- 2005: Stefan Schaffelhuber
- 2006: Willy Bogner
- 2007: Christian Neureuther
- 2008: –
- 2009: Bernd Heesen
- 2010: –[A 2]
- 2011: –
- 2012: –
- 2013: BFV.TV-Projektteam des Bayerischen Fußball-Verbandes
- 2014: –
- 2015: Adidas

### Herausragende(r) Nachwuchssportler/in
- 2002: Maria Riesch, Andreas Birnbacher
- 2003: Daniela Götz, Felix Neureuther
- 2004: Magdalena Neuner, Timo Wirsching
- 2005: Theresa Rohmann, Christoph Gaisreiter
- 2006: Amelie Kober, Sajmen Hauer
- 2007: Tina Lutz, Julian Autenrieth
- 2008: Felix Loch, Natalie Geisenberger
- 2009: Miriam Gössner, Viktoria Rebensburg
- 2010: –[A 2]
- 2011: Mats Hummels, Sabine Winter
- 2012: Antonia Scherer, Stefan Bradl
- 2013: Florian Funk, Tim Brendel, Laura Dahlmeier
- 2014: Andreas Wellinger
- 2015: Sophia Saller
- 2016: Alexandra Wenk
- 2017: Joshua Kimmich, Lisa Zimmermann
- 2018: –[A 1]
- 2019: Weibliche U-18-Basketballnationalmannschaft[2]
- 2020: Josia Topf
- 2021: –
- 2023: Jamal Musiala[6]
- 2024: U17-Fußballnationalmannschaft mit den beyeerischen Teilnehmern Konstantin Heide, Maximilian Hennig, Finn Jeltsch, Robert Ramsak, Kurt Rüger und Max Schmitt sowie dem Trainer Christian Wück[8]

### Herausragender Förderer des Sports
- 2002: Otto Kneitinger
- 2003: Sparkassenverband Bayern
- 2004: Rudi Houdek
- 2005: Gert Jungbauer
- 2006: –
- 2007: Otto G. Schäfer
- 2008: Audi AG
- 2009: –
- 2010: –[A 2]
- 2011: Werner Brombach
- 2012: CJD Berchtesgaden
- 2013: BMW AG
- 2014: Hans-Wilhelm Müller-Wohlfahrt
- 2015: Sixtus Werke Schliersee
- 2016: Lechwerke AG Augsburg
- 2017: Brose Gruppe
- 2022: Challenge Roth[4]

### Jetzt-erst-recht-Preis
- 2002: Daniel Arnold
- 2003: Cornelia Müller
- 2004: Gerd Schönfelder
- 2005: Verena Bentele, Willi Brem
- 2006: Martin Braxenthaler
- 2007: Gerda Pamler, Michael Teuber
- 2008: Martin Kittner
- 2009: Janine Pietsch, Wolfgang Sacher
- 2010: –[A 2]
- 2011: Norbert Gau
- 2012: Kevin Neuner
- 2013: Birgit Kober
- 2014: Stefanie Böhler
- 2015: Josef Neumaier
- 2016: Joshua Bluhm, Angelika Allmann
- 2017: Denise Schindler
- 2018: –[A 1]
- 2019: Clara Klug[2]
- 2020: –
- 2021: Nikolai Sommer[3]
- 2022: Ben Neumann[4]
- 2023: Bayerische Mannschaft bei den Special Olympics World Summer Games 2023[6]
- 2024: Denise Hutter[8]

### Herausragende Präsentation des Sports
- 2002: Harry Valérien
- 2003: Gerd Rubenbauer
- 2004: Herbert Jung
- 2005: Franz Muxeneder
- 2006: Ulrich Kaiser
- 2007: –
- 2008: Katrin Müller-Hohenstein
- 2009: Karin Sturm
- 2010: –[A 2]
- 2011: Produktionsteam des BR bei den Alpinen Skiweltmeisterschaften 2011 in Garmisch-Partenkirchen
- 2012: Sebastian Dehnhardt
- 2013: Sammy Minkoff
- 2014: Sigi Heinrich
- 2015: Nick Golüke, Hans Steinbichler
- 2016: Marianne Kreuzer
- 2017: Christoph Deumling
- 2018: –[A 1]
- 2019: –
- 2020: Kicker
- 2021: –
- 2024: Esther Sedlaczek[8]

### Sportliches Lebenswerk
- 2002: Ruth Brosche
- 2003: Karl Hemberger, Xaver Unsinn
- 2004: Klaus Kotter, Sepp Lenz
- 2005: Josef Greger
- 2006: Anna-Maria Heinzl
- 2007: Philomena Scharpf
- 2008: Martin Lauer
- 2009: Sepp Maier
- 2010: –[A 2]
- 2011: Walter Röhrl
- 2012: Andreas Köpke
- 2013: Helmut Weinbuch
- 2014: Fritz Fischer
- 2015: Hans-Joachim Stuck
- 2016: Erich Kühnhackl
- 2017: –
- 2018: –
- 2019: –
- 2020: –
- 2021: Karl-Heinz Rummenigge[3]
- 2023: Patrick Reimer[6]
- 2024: Norbert Loch[8]

### Herausragende Bayerische Sportkarriere
- 2019: Laura Dahlmeier[2]
- 2020: Bastian Schweinsteiger
- 2021: Tina Hermann[3]
- 2022: Natalie Geisenberger, Tobias Wendl, Tobias Arlt[4]
- 2023: Denise Herrmann-Wick, Eric Frenzel[6]
- 2024: Ramona Hofmeister[8]

### Botschafter des bayerischen Sports
- 2002: Georg Hackl
- 2003: Uschi Disl
- 2004: Manfred Nerlinger
- 2005: Martina Ertl
- 2006: Fritz Fischer
- 2007: Faris Al-Sultan
- 2008: Alexander Huber, Thomas Huber
- 2009: Tobias Angerer
- 2010: –[A 2]
- 2011: Christoph Langen
- 2012: Martin Tomczyk
- 2013: Felix Neureuther
- 2014: Anna Schaffelhuber, Severin Freund
- 2015: Laura Dahlmeier, Franziska Preuß, Vanessa Hinz, Franziska Hildebrand
- 2016: Carsten Lichtlein
- 2017: Barbara Engleder, Johannes Rydzek
- 2019: Markus Eisenbichler, Simone Blum[2]
- 2020: Ramona Hofmeister, Oliver Zeidler
- 2021: Karl Geiger[3]
- 2024: Jessica von Bredow-Werndl, Taliso Engel, Josia Topf, Oliver Zeidler[8]

### Bayerische Sportmomente für die Ewigkeit
- 2019: Thomas Dreßen, Josef Ferstl[2]
- 2020: Anne Haug
- 2021: Gerd Müller (posthum)[3]
- 2022: Alexandra Burghardt[4]
- 2023: Katharina Schmid[6]

### Sonderpreis
- 2009: für besondere Verdienste im Sportjahr 2009: Alexander Grimm, Kathrin Hölzl, Maria Riesch, Maximilian Müller, Kati Wilhelm
- 2010: für besondere Verdienste bei den Olympischen Winterspielen: Tobias Angerer, Martina Beck, Verena Bentele, Martin Braxenthaler, Anni Friesinger, Natalie Geisenberger, Miriam Gössner, Gerd Gradwohl, Anja Huber, Patric Leitner, Felix Loch, Michael Neumayer, Magdalena Neuner, Viktoria Rebensburg, Alexander Resch, Maria Riesch, Johannes Rydzek, Evi Sachenbacher-Stehle, Anna Schaffelhuber, Gerd Schönfelder, Michael Uhrmann, Katrin Zeller
- 2015: FC Bayern München
- 2016: HC Erlangen
- 2017: Laura Dahlmeier
- 2020: für beispielhaftes Engagement zur Bewältigung der Corona-Pandemie
  - We Kick Corona (Joshua Kimmich und Leon Goretzka)
  - Katharina Althaus
  - Selina Jörg
  - Carolin Langenhorst
- 2022: Sportler mit Herz: Athletes for Ukraine[4]

### Bayerische Jahrhundertsportler
Im Jahr 2018 wurden die Preise zum 100-jährigen Jubiläum Bayerns als Freistaat unter dem Motto „Bayerische Jahrhundertsportler“ vergeben:
- Bayerischer Jahrhundertsportler: Franz Beckenbauer
- Bayerische Jahrhundertsportlerin: Magdalena Holzer
- Bayerische Jahrhundertsportlerin – Jetzt erst recht: Verena Bentele
- Bayerischer Sportmoment des Jahrhunderts: „Goldener Sonntag 1972“ (Klaus Wolfermann, Hildegard Falck-Kimmich, Bernd Kannenberg und Heide Ecker-Rosendahl)
- Bayerische Jahrhundert-Mannschaft: FC Bayern München
- Bayerischer Dauerbrenner des Jahrhunderts: Gebrüder Dassler (Adidas / Puma)
- Persönlicher Jahrhundert-Sportpreis des Bayerischen Ministerpräsidenten: „Botschafter des Wintersports“ (Rosi Mittermaier-Neureuther, Markus Wasmeier, Maria Höfl-Riesch, Georg Hackl, Anna Schaffelhuber und Hermann Weinbuch)

### Bayerischer Sommertraum des Jahres
- 2022: Gina Lückenkemper[4]

### Bayerische Sportgeschichte
- 2022: Peter Schlickenrieder[4]